# Župnija Velika Nedelja
Župnija Velika Nedelja je rimskokatoliška teritorialna župnija dekanije Velika Nedelja Ptujsko-Slovenjegoriškega naddekanata, ki je del nadškofije Maribor.

## Sakralni objekti
- Cerkev sv. Trojice, Velika Nedelja (župnijska cerkev)
- Cerkev sv. Družine, Runeč
- Kapela sv. Ane, Drakšl